# Giacomo della Porta
Pour les articles homonymes, voir Della Porta.

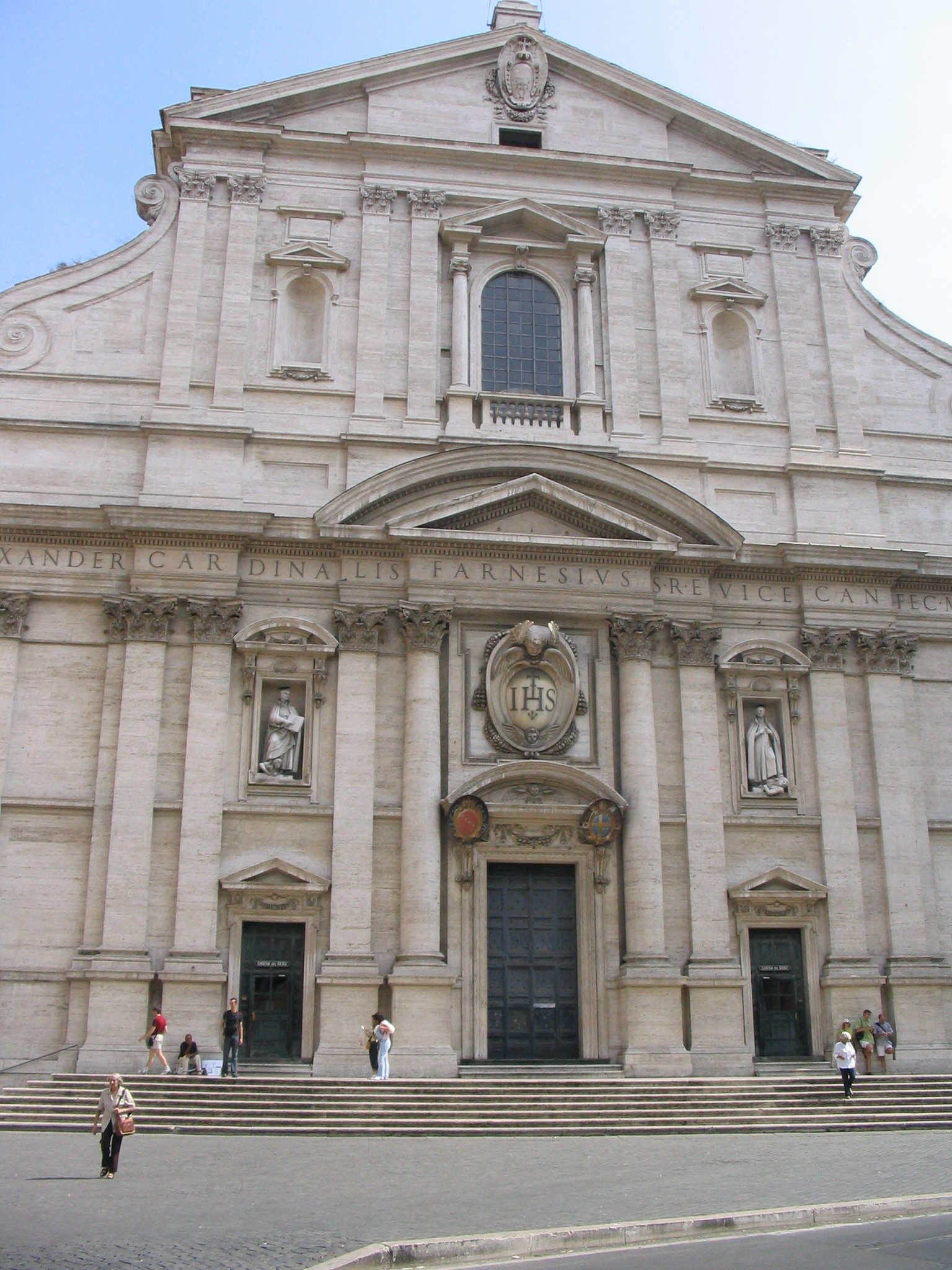
Façade de l'église du Gesù à Rome

Giacomo della Porta (Porlezza, 1533 - Rome, 1602) est un architecte italien de l'art maniériste de la Contre-Réforme, promoteur de l'art baroque.

## Biographie
Appartenant à une famille de sculpteurs tessinois, Giacomo della Porta commence son activité à Gênes dans l'atelier de son père.
Parmi ses diverses œuvres à Gênes on remarquera les statues de la chapelle Cybo au Duomo di San Lorenzo.
Il part ensuite pour Rome, où, élève du Vignole, il réalise la façade, la coupole et les chapelles rondes de San Francesco alla Madonna. Après la mort de Michel-Ange, il dirige les travaux de la basilique Saint-Pierre de 1573 à 1602 dont il construit la coupole. Au Capitole, il réalise, sur les plans de Michel-Ange, le palais des Sénateurs et le palais des Conservateurs. En 1573, après la mort du Vignole, il continue la construction de l'église du Gesù, il en complète également la coupole et est surtout l'auteur de la façade qui devient un modèle de façade d'église (à deux niveaux superposés, de largeur décroissante, reliés par des ailerons) pendant deux siècles. Il est également l'auteur du palais Chigi (1562), du palazzo della Sapienza (it) (1575, terminé par Borromini au siècle suivant), de l'église Sant'Andrea della Valle (1591, terminée par Carlo Maderno et Carlo Rainaldi) et de la façade de Saint-Louis-des-Français (1580-1584). Il complète beaucoup de fontaines de Rome comme celles de la piazza del Popolo, la fontaine de Neptune et la fontaine del Moro sur la piazza Navona.
Lui est attribuée également la réalisation du palais Crescenzi (pt) en 1585 (maintenant Serlupi Crescenzi), au séminaire et la fontaine de la piazza dell'Aracoeli. En dehors de Rome, on lui doit la villa Aldobrandini à Frascati (1598-1602, achevée par Carlo Maderno).

## Œuvres
- Église Santissimo Crocifisso (1562-1568)
- Église Santi Domenico e Sisto (1569-)
- Église du Gesù (1571-1575)
- Église Santa Maria dei Monti (1580)
- Fontaine au Palazzo Borghese (1573)
- Fontaine de la Piazza Colonna (1574)
- Petite fontaine de la Piazza Navona (1574)
- Fontaine de la Piazza della Rotonda
- Palazzo Senatorio (1573-1602)
- Palazzo della Sapienza (1578-1602)
- Palazzo Capizucchi (1580)
- Santa Maria dei Monti (1580)
- Sant'Atanasio dei Greci (1581)
- Façade de San Luigi dei Francesi (1589)
- Fontana delle Tartarughe (1584)
- Église Santa Maria Scala Coeli
- Palazzo Marescotti (1585)
- Palazzo Serlupi (1585)
- Trinità dei Monti (1586)
- Fontaine de la Piazza alli Monti (1589)
- Coupole de la Basilica di San Pietro (1588-90)
- Fontaine de la place Santa Maria in Campitelli (1589)
- Fontaines opposées SS. Venanzio e Ansovino (1589)
- Fontaina de la Terrina (1590)
- Collegio Clementino
- Palazzo Fani (1598)
- San Paolo alle Tre Fontane (1599)
- Basilique San Nicola in Carcere (1599)
- Palazzo Albertoni Spinola (1600)
- Villa Aldobrandini (1600-1602) à Frascati
- Chapelle Aldobrandini (1600-1602) à Santa Maria sopra Minerva
- Projet de l'Église Saint-Louis-des-Français de Rome construite par Domenico Fontana entre 1518 et 1589,